# Philoceanus robertsi
Philoceanus robertsi är en insektsart som först beskrevs av Clay 1940.  Philoceanus robertsi ingår i släktet Philoceanus och familjen fjäderlöss. Inga underarter finns listade i Catalogue of Life.